# 1968年夏季残疾人奥林匹克运动会澳大利亚代表团
1968年夏季残疾人奥林匹克运动会澳大利亚代表团是澳大利亚派出的1968年夏季残疾人奥林匹克运动会代表团。获得15枚金牌、16枚银牌和7枚铜牌。